# 厄勒海峽大橋

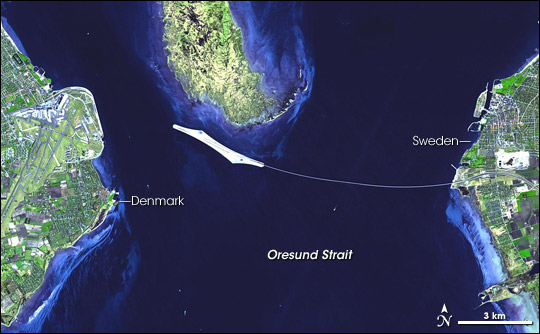
厄勒海峽大橋的衛星圖像

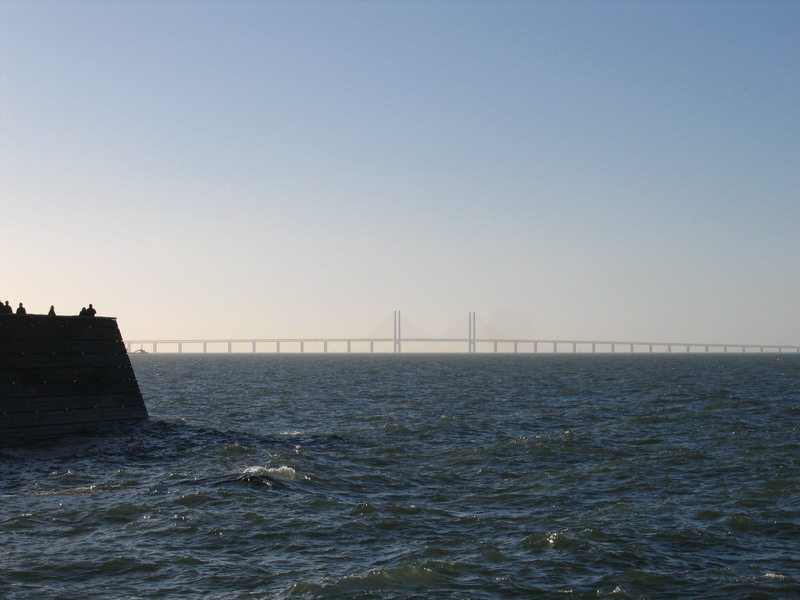
從馬爾默看厄勒海峽大橋

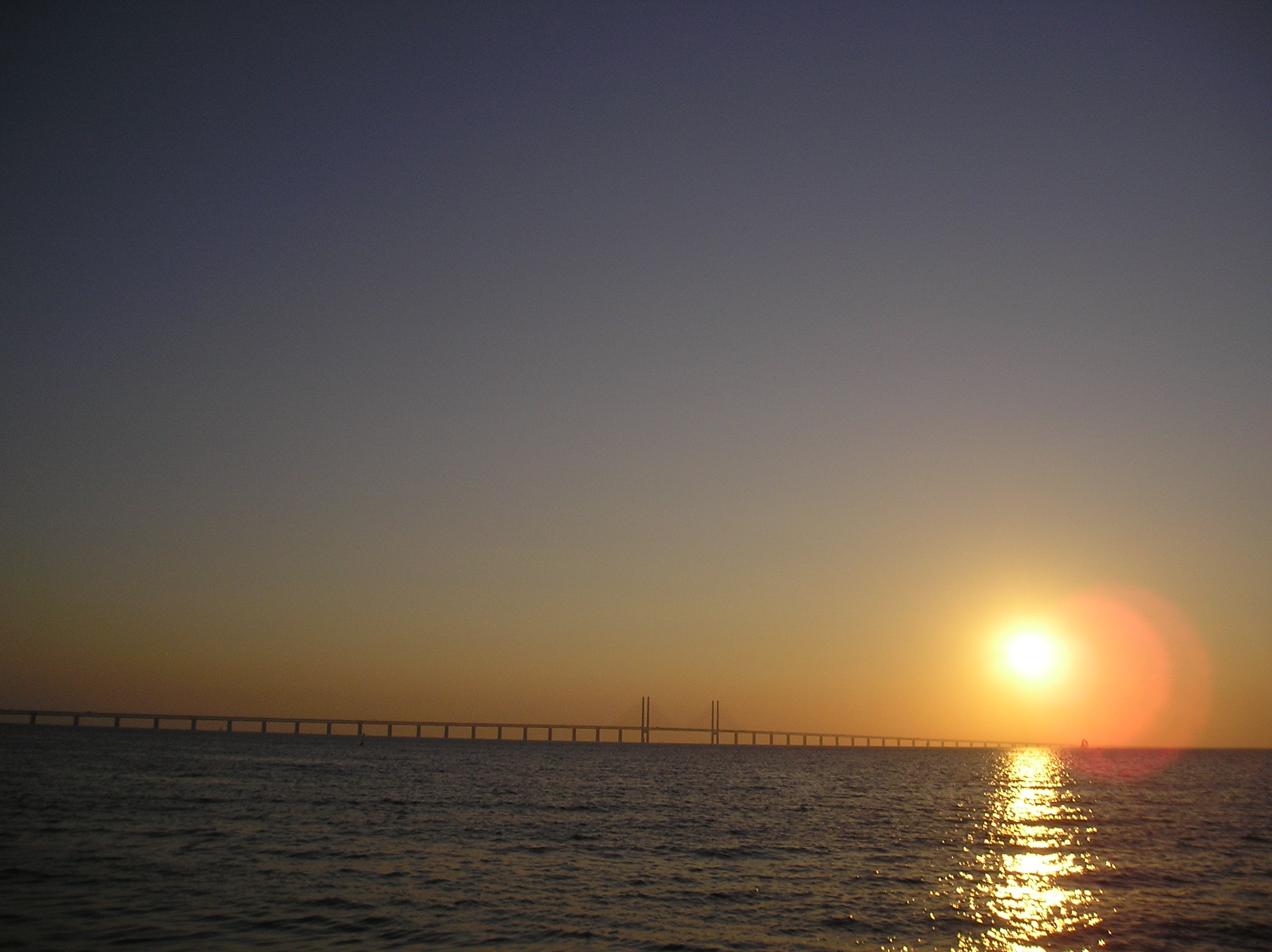
從松德海峽看厄勒海峽大橋

厄勒海峽大橋（或譯奧瑞桑橋，歐雷松德大橋）是一條行車鐵路兩用，橫跨厄勒海峽的大橋。其大橋隧道兩者結合的長度，是全歐洲最長的行車鐵路兩用的大橋隧道。這條大橋連接丹麥首都哥本哈根和瑞典城市馬爾默這兩個都會區，而歐洲E20公路則在橋上經過。

## 歷史
1991 年，丹麦和瑞典政府就修建两国之间的连接线达成协议；1995年开始施工，是欧洲最长的铁路和公路通道。从阿迈厄岛到佩伯霍尔姆岛有一条海底隧道，从佩伯霍尔姆到斯堪的纳维亚半岛则有一座大桥。 隧道长4050米（海底长3750米），岛上路线长4055米，大桥长7845米。 丹麦和瑞典的边界距离大桥的瑞典端5.3公里，这里没有边境检查站。橋上有一条双轨铁路和一条四车道公路，即欧洲E20高速公路。 铁路（厄勒海峡线）由瑞典和丹麦铁路公司联合运营。
大橋的最後一段於1999年8月14日接上。丹麥王儲弗雷德里克和瑞典公主維多利亞在大橋中間相遇，慶祝大橋完工。而官方的落成儀式則在2000年7月1日舉行，由丹麥女王瑪格麗特二世和瑞典國王卡爾十六世·古斯塔夫主持，在翌日開於給車輛使用。在大橋啟用前，有79,871名跑手參與一場在2000年6月12日舉行的半馬拉松的比賽，稱為Broloppet（在橋上競跑），由丹麥的阿迈厄岛到瑞典的斯科訥省。
初時大橋的使用量並沒有預期般多，主因是大橋的收費。但到了2005年和2006年，大橋的交通流量急劇上升，因為馬爾默的房屋價格較哥本哈根低很多，很多丹麥人到瑞典置業，在丹麥上班，令大橋使用量增加。
在2006年一輛車經過大橋要收取235丹麥克朗，290瑞典克朗或32歐元。但是經常使用大橋的用家會有最多達75%的折扣優惠。在2004年，近1,700萬人使用大橋，當中1,060萬使用車輛，620萬人使用鐵路。

## 特色
大橋的主跨是世界上其中一段最長的斜拉橋主跨，有490米。而橋塔高204米，大橋則全長7,845米，大概是瑞典和丹麥大陸距離的一半，重8,200萬公斤。而其餘的距離則位處在Peberholm(Pepper islet)這個人工島上，有4,055米長。這個名稱源自對岸的薩爾特島。Peberholm島位處丹麥，島上有一段隧道，長4,050米，當中3,510米在海底下，而兩端則各有270米的引道。在島上，兩條鐵路線位於行車路的南側。大橋橋面和水平面間有一段高57米的空間供船隻航行，不過絕大多數的船隻往來都使用杜洛格敦海峽，即是隧道所在的地方。整條大橋的設計由奧雅納事務所（Arup）設計。

Drogden Tunnel的設計

## 鐵路運輸
大橋的鐵路運輸是由瑞典國家鐵路和丹麥國家鐵路聯合經營的厄勒海峽列車。最近他們發展出一種列車，採用了雙電壓設計，用來行走連接哥本哈根和馬爾默，和遠至其他瑞典南部地區的鐵路線，包括卡爾馬和哥德堡。丹麦国家铁路所属的哥本哈根机场站位于西桥头附近，服务哥本哈根凯斯楚普机场，通常每20分鐘就有一班橫過大橋的車停靠此站，而晚間則每小時一班停靠。

## 造價
根據2000年的物價指數，整個大橋計劃，包括陸上的行車路和鐵路的連接道，造價為301億丹麥克郎（即約合€40.3億歐元），而整個投資則預計會在2035年回本。瑞典方面則多花10億歐元，興建一條新的隧道，作為鐵路線的新連接道。

## 收费

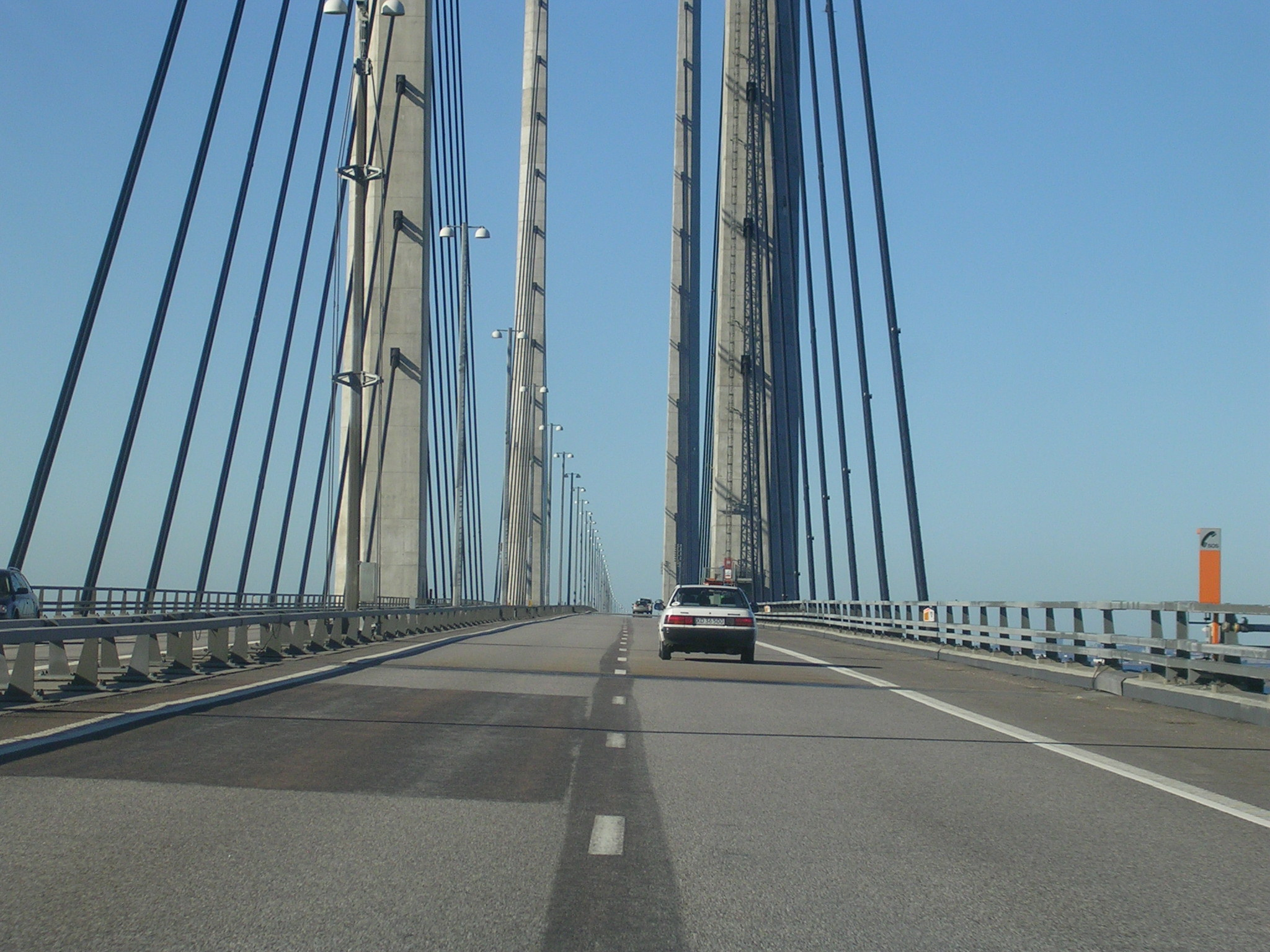
橋面
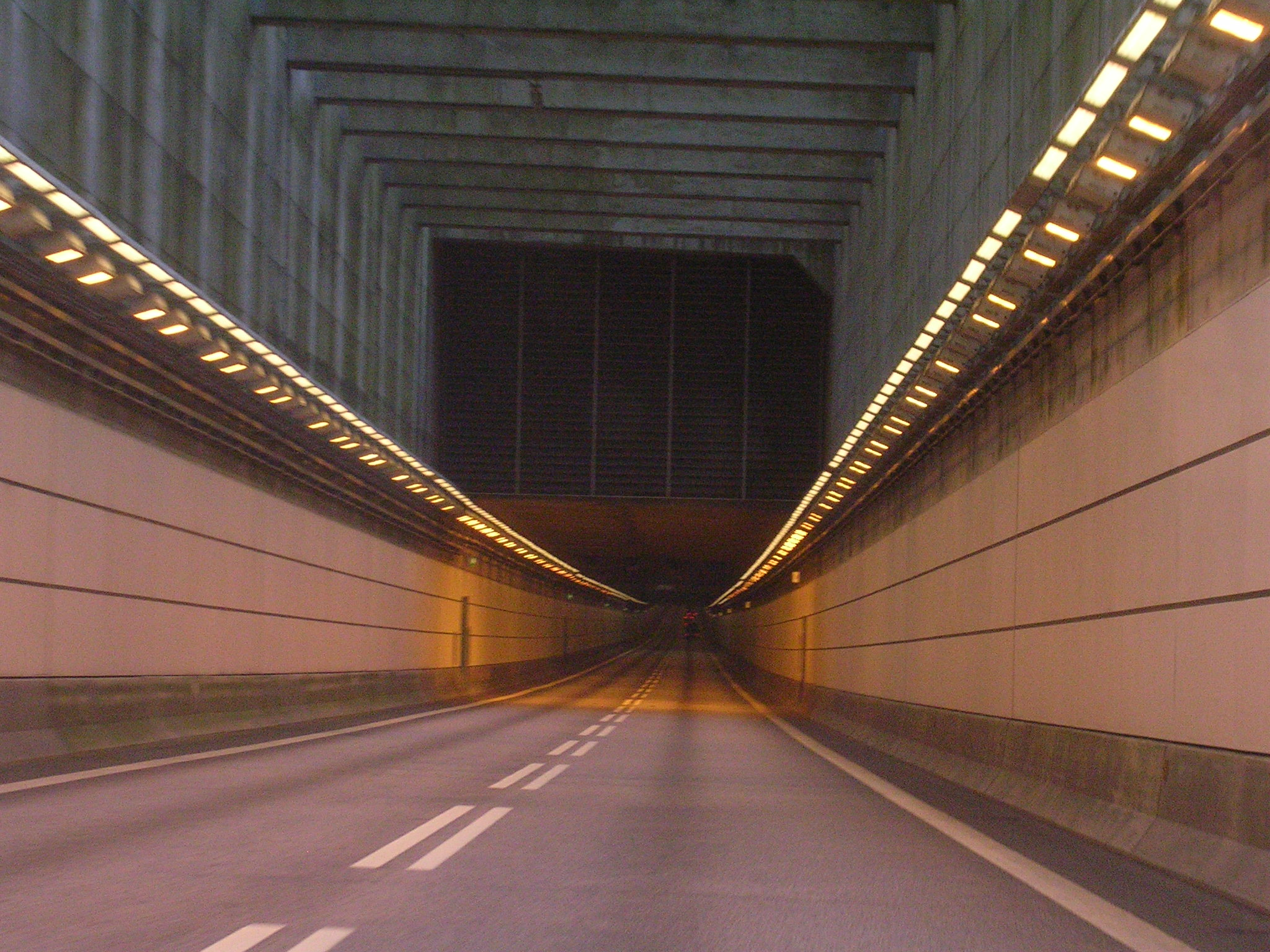
隧道內

截至2010年，大桥的收费如下：
| 车种                    | 单程       | 通勤                  |
| ----------------------- | ---------- | --------------------- |
| 摩托车                  | 21欧元     | 9欧元                 |
| 小汽车（6米以下）       | 39欧元     | 19欧元                |
| 小汽车（6米以上）及房车 | 78欧元     | 38欧元                |
| 大巴                    | 161欧元    | —                     |
| 大货车                  | 134欧元    | —                     |
| 巴士票                  | 70瑞典克郎 | 1300瑞典克郎/40次來回 |
| 铁路票                  | 90瑞典克郎 | 1660瑞典克郎/月       |

- 橋面
- 隧道內

## 厄勒海峡地区

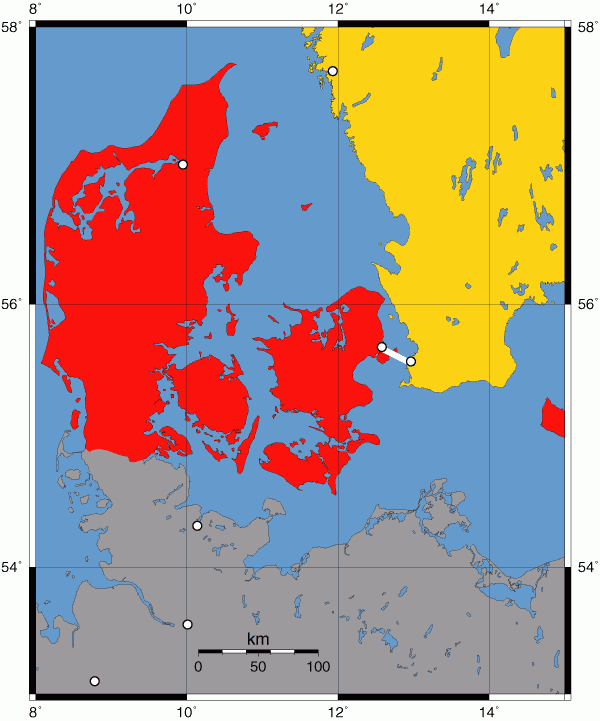
丹麦（红色） / 瑞典（黄色），松德海峽大橋连接两岸

大橋的設計者希望大橋的落成，能同時建立一個稱為厄勒海峡地区（Oresund region）的地方，由丹麥的哥本哈根人和瑞典的社群合組而成。這個地區位於海峽的東邊，所形成的都會區是全北歐最大的都會區。設計者也希望該處能成為一個經濟活動的中心。
在經濟融合的過程中，其中一個阻礙就是缺乏一種單一的貨幣，因為瑞典和丹麥都各自保留自己的貨幣，分別是瑞典克朗和丹麥克朗。雖然這兩種貨幣在兩國之間的一些地方都能相通，但兌換率並不吸引。而很多的交易，尤其是在旅遊區以外的地方，都不接受對方貨幣。
另外一個阻礙就是缺乏在課稅和社會福利等方面的協調。由於受顧於外地的公司並不會津貼本地政府，經常在兩地穿梭的人都害怕被雙重徵稅，或失去失業人士享有的福利。同時也因為這個原因，很多人擔心他們的小孩不能入讀幼稚園。這些種種問題在經過兩國近年的商議後，大多都已經解決。

## 外部連結
- 官方網站
- 大橋結構 （页面存档备份，存于）
- 大橋資料（页面存档备份，存于）
- 大橋資訊
- 近年交通流量
- 即時交通情況

55°34′N 12°51′E / 55.57°N 12.85°E